# اژدها (فیلم ۲۰۱۱)
«اژدها» (انگلیسی: Dragon (2011 film)) فیلمی در ژانر اکشن، رزمی، و مهیج است که در سال ۲۰۱۱ منتشر شد. از بازیگران آن می‌توان به دانی ین و تاکشی کانشیرو اشاره کرد.